# Joventut Liberal Europea
La Joventut Liberal Europea (LYMEC, del nom original en anglès Liberal Youth Movement of the European Communities) és una organització internacional de moviments de joves liberals, la majoria dels quals són les joventuts dels partits membres del Partit de l'Aliança dels Liberals i Demòcrates per Europa.
És membre ple dret del Fòrum Europeu de la Joventut, que opera en els àmbits del Consell d'Europa i de la Unió Europea i treballa en estreta col·laboració amb aquestes dues institucions.
LYMEC són les joventuts del Partit de l'Aliança dels Liberals i Demòcrates per Europa, i vota per separat en els òrgans estatutaris del partit. Normalment es coneix com a LYMEC - Joventut Europea, ja que compta amb membres en diversos països d'Europa.
La junta de la Joventut Liberal Europea (2020–2022) és la següent:
- Antoaneta Assènova, presidenta
- Dan-Aria Sucuri, vicepresident
- Marten Porte, tresorer
- Bàlint Gyévai, secretari general
- Laia Comerma, vocal
- Ines Holzegger, vocal
- Marina Sedlo, vocal
- Ida-Maria Skytte, vocal

## Organitzacions membres
| Organització                                                         | País                 | Partit germà    | Tipus      | Estatus        |
| -------------------------------------------------------------------- | -------------------- | --------------- | ---------- | -------------- |
| Associació Federal de Grups d'Estudiants Liberals (LHG)              | Alemanya             | FDP             | Estudiants | Membre de dret |
| Joves Liberals (JuLis)                                               | Alemanya             | FDP             | Joventuts  | Membre de dret |
| Joventut Liberal d'Andorra (JLA)                                     | Andorra              | PLA             | Joventuts  | Membre de dret |
| Associació del Moviment de la Joventut Nacional Armeni (ANMYA)       | Armènia              | ANM             | Joventuts  | Membre de dret |
| JUNOS – Joves Liberals NEOS                                          | Àustria              | NEOS            | Joventuts  | Membre de dret |
| Organització de la Joventut Müsavat                                  | Azerbaidjan          | Müsavat         | Joventuts  | Associat       |
| Fòrum Civil                                                          | Belarús              | PFP (abans UCP) | Joventuts  | Membre de dret |
| Associació d'Estudiants Liberals Flamencs (LVSV)                     | Bèlgica (Flandes)    | —               | Estudiants | Membre de dret |
| Jove VLD                                                             | Bèlgica (Flandes)    | VLD             | Joventuts  | Membre de dret |
| Federació d'Estudiants Liberals                                      | Bèlgica (Valònia)    | —               | Estudiants | Membre de dret |
| Joves de MR                                                          | Bèlgica (Valònia)    | MR              | Joventuts  | Membre de dret |
| Joves Liberals de Bòsnia i Hercegovina (MLBiH)                       | Bòsnia i Hercegovina | —               | Joventuts  | Membre de dret |
| Assemblea Liberal de la Joventut del Moviment Nacional Simeó II      | Bulgària             | NDSV            | Joventuts  | Membre de dret |
| Joventut del NMSP                                                    | Bulgària             | NDSV            | Joventuts  | Associat       |
| Moviment de la Joventut pels Drets i la Llibertat (YMRF)             | Bulgària             | DPS             | Joventuts  | Membre de dret |
| Joventut Nacionalista de Catalunya (JNC)                             | Catalunya            | Junts           | Joventuts  | Membre de dret |
| Liberals Joves Croats (MHL)                                          | Croàcia              | HSLS            | Joventuts  | Membre de dret |
| Joventut del Partit Popular Croat (mHNS)                             | Croàcia              | HNS             | Joventuts  | Membre de dret |
| Joventut Democràtica Istriana (IDY)                                  | Croàcia (Ístria)     | IDS             | Joventuts  | Membre de dret |
| Joventut Radical (RU)                                                | Dinamarca            | RV              | Joventuts  | Membre de dret |
| Joventut de l'Esquerra (VU)                                          | Dinamarca            | V               | Joventuts  | Membre de dret |
| Joves Liberals                                                       | Eslovàquia           | —               | Joventuts  | Membre de dret |
| Jove Liberal Democràcia (MLD)                                        | Eslovènia            | LDS             | Joventuts  | Membre de dret |
| Zares Actiu                                                          | Eslovènia            | Zares           | Joventuts  | Membre de dret |
| Jóvenes Ciudadanos                                                   | Espanya              | Ciudadanos      | Joventuts  | Membre de dret |
| Joventut del Partit del Centre Estonià (YAECP)                       | Estònia              | K               | Joventuts  | Membre de dret |
| Joventut del Partit Reformista Estonià (ERPY)                        | Estònia              | RE              | Joventuts  | Membre de dret |
| Estudiants del Centre Finès (KOL)                                    | Finlàndia            | KESK            | Estudiants | Membre de dret |
| Joventut del Centre Finès (FCY)                                      | Finlàndia            | KESK            | Joventuts  | Membre de dret |
| Joventut Sueca (SU)                                                  | Finlàndia            | SFP             | Joventuts  | Membre de dret |
| Joves Radicals de l'Esquerra                                         | França               | RG              | Joventuts  | Altres         |
| Joves Republicans                                                    | Geòrgia              | RP              | Joventuts  | Associat       |
| Joventut Liberal de Gibraltar (GLY)                                  | Gibraltar            | GLP             | Joventuts  | Membre de dret |
| Joves de Fianna Fáil                                                 | Irlanda              | FF              | Joventuts  | Membre de dret |
| Joves de la Itàlia dels Valors (GIV)                                 | Itàlia               | IdV             | Joventuts  | Membre de dret |
| Joventut Liberal Italiana (GLI)                                      | Itàlia               | PLI             | Joventuts  | Membre de dret |
| Joventut Liberal Lituana (LLJ)                                       | Lituània             | —               | Joventuts  | Membre de dret |
| Joventut del Centre Liberal (Jaunųjų liberalcentristų aljansas, JLA) | Lituània             | LiCS            | Joventuts  | Aspirant       |
| Joventut Liberal Democràtica (iDeM)                                  | Macedònia            | LDP             | Joventuts  | Membre de dret |
| Joventut Liberal de Montenegro (MLCG)                                | Montenegro           | LPCG            | Joventuts  | Aspirant       |
| Organització Juvenil del Partit Liberal                              | Moldàvia             | PL              | Joventuts  | Altres         |
| Joves Liberals de Noruega (NUV)                                      | Noruega              | V               | Joventuts  | Membre de dret |
| Estudiants Liberals Noruecs (NLSF)                                   | Noruega              | V               | Estudiants | Observador     |
| Joves Demòcrates (JD)                                                | Països Baixos        | D66             | Joventuts  | Membre de dret |
| Organització Juvenil Llibertat i Democràcia (JOVD)                   | Països Baixos        | VVD             | Joventuts  | Membre de dret |
| Projecte: Associació Polonesa (P:P)                                  | Polònia              | —               | Joventuts  | Membre de dret |
| Joventut Liberal                                                     | Regne Unit           | LD              | Joventuts  | Membre de dret |
| Clubs d'Estudiants Liberals (CSL)                                    | Romania              | PNL             | Estudiants | Membre de dret |
| Joventut Liberal Nacional (TNL)                                      | Romania              | PNL             | Joventuts  | Membre de dret |
| Joventut del Partit Liberal Democràtic (mLDP)                        | Sèrbia               | LDP             | Joventuts  | Membre de dret |
| Estudiants del Partit de Centre (CS)                                 | Suècia               | C               | Estudiants | Membre de dret |
| Joventut del Partit de Centre (CUF)                                  | Suècia               | C               | Joventuts  | Membre de dret |
| Joventut Liberal de Suècia (LUF)                                     | Suècia               | FP              | Joventuts  | Membre de dret |
| Joves Liberals de Suïssa (JFS)                                       | Suïssa               | FDP             | Joventuts  | Membre de dret |
| Joventut Europea d'Ucraïna (EMU)                                     | Ucraïna              | —               | Joventuts  | Membre de dret |